# Paul Herman Martin Sudeck
Paul Herman Martin Sudeck (28 décembre 1866 - 28 septembre 1945) était un chirurgien allemand.
Il a donné son nom au syndrome de Sudeck (ou atrophie de Sudeck ou dystrophie de Sudeck).

## Biographie
Paul Sudeck étudie la médecine à l'université Eberhard Karl de Tübingen. En 1885, il devient membre de la Tübinger Burschenschaft Derendingia (de).